# 2,4-二硝基苯肼
2,4-二硝基苯肼（2,4-Dinitrophenylhydrazine）是一种有机化合物，化學式為C6H3(NO2)2NHNH2。此化學品對摩擦和振动十分敏感，容易爆炸，所以需要小心處理。它在室溫下是一种橙紅色固體，因其爆炸機會大，所以通常將它润湿再作處理。2,4-二硝基苯肼可用于检验羰基及製造炸彈。

## 制取方法
2,4-二硝基苯肼通常以濕粉末使用，可以用肼和2,4-二硝基氯苯反应制取。

## 检验羰基
2,4-二硝基苯肼与醛或酮发生缩合反应，生成红色或黄色的二硝基苯腙沉淀：
RR'C=O  +  C6H3(NO2)2NHNH2  →  C6H3(NO2)2NHNCRR'  +  H2O
其反应机理为：
不同的腙具有不同的熔沸点，因此可通过该方法鉴定醛酮。但DNPH易受甲醛汙染，使用前要以乙腈純化。醛類於pH 3衍生化後，再利用逆相沖提法，以乙腈與水作沖提液、C-18作HPLC層析管固相分離，以365nm紫外光量測吸收度便可定量。若樣本含有乙醇，會在處理中成為乙醛，造成偏差。
羰基不活泼的羧酸、酰胺和酯不发生此反应。